# Lebersche Kongenitale Amaurose
Die Lebersche kongenitale Amaurose (griechisch ἀμαυρός (amauros) = „dunkel, blind“), auch bekannt als kongenitale tapeto-retinale Amaurose oder LCA, ist eine angeborene Funktionsstörung des Pigmentepithels der Netzhaut mit degenerativen Erscheinungsformen der Aderhaut. Sie ist eine Erbkrankheit und wurde erstmals im Jahre 1869 von dem deutschen Augenarzt und Wissenschaftler Theodor Carl Gustav Leber beschrieben. Die Betroffenen kommen bereits erheblich sehbehindert oder blind zur Welt, und die Wahrscheinlichkeit einer Erkrankung nachfolgender Geschwister liegt bei etwa 25 %. Mehr als 10 % aller angeborenen Fälle von Blindheit können auf die Lebersche kongenitale Amaurose zurückgeführt werden.

## Genetische Diagnostik
Die Lebersche Kongenitale Amaurose wird in der Regel autosomal-rezessiv vererbt, in seltenen Fällen jedoch auch autosomal-dominant. Als Ursachen der Krankheit konnten bisher unterschiedliche Mutationen identifiziert werden. Bisher sind 15 Subtypen aufgrund unterschiedlicher Defekte definiert:
1. 17p13.1 LCA 1 Homozygotie des GUCY2D-Gens[5]
2. 1p31 LCA 2 Homozygotie oder Compound-Heterozygotie des RPE65-Gens[6]
3. 14q31.3 LCA 3 Homozygotie des SPATA7-Gens[7]
4. 17p13.1 LCA 4 Homozygotie oder Compound-Heterozygotie des AIPL1-Gens[8]
5. 6q14.1 LCA 5 Mutation am LCA5-Gen[9]
6. 14q11 LCA 6 Homozygotie oder Compound-Heterozygotie des RPGRIP1-Gens[10]
7. 19q13.3 LCA 7 Homo- oder Heterozygotie des CRX-Gens[11]
8. 1q31-q32.1 LCA 8 Homozygotie oder Compound-Heterozygotie des CRB1-Gens (Anm.: Die Retinitis pigmentosa Typ 12 geht mit Veränderungen am gleichen Gen einher)[12]
9. 1p36 LCA 9 Mutation am LCA9-Gen[13][14]
10. 12q21.32 LCA 10 Homozygotie oder Compound-Heterozygotie des CEP290-Gens[15]
11. 7q31.3-q32 LCA 11 Heterozygotie des IMPDH1-Gens[16]
12. 1q32.3 LCA 12 Mutation am RD3-Gen (Retinal degeneration 3)[17]
13. 14q11 + 14q24.1 LCA 13 Homozygotie oder Compound-Heterozygotie des RDH12-Gens (Anm.: Die Retinitis pigmentosa Typ 53 geht mit Veränderungen am gleichen Gen einher)[18]
14. 4q32.1 LCA 14 Homozygotie des LRAT-Gens[19]
15. 6p21.3 LCA 15 Homozygotie oder Compound-Heterozygotie des TULP1-Gens (Anm.: Die Retinitis pigmentosa Typ 14 geht mit Veränderungen am gleichen Gen einher)[20]

Betroffen scheint unter anderem das sogenannte RPE65-Gen zu sein, dessen Defekte zur Veränderung eines Enzyms führen, welches bei der Regeneration des Rhodopsin (Sehpurpur) eine wichtige Rolle spielt. Eine weitere Auffälligkeit besteht im Auftreten in Verwandtenehen.
Eine der häufigsten Ursachen der kindlichen genetisch bedingten retinalen Blindheit ist eine pathologische Mutation des CEP290-Gens, und die Variante c.2991+1655A>G (p.Cys998X) ist davon mit 77 % in den USA die häufigste Variante. Dabei kommt es zu einer Veränderung im Intron 26, die zu einer Inklusion eines kryptischen Exons in der Transkription zur mRNA führt, was wiederum zum Abbruchung der Proteinsynthese führt, also keine CEP290-Proteine gebildet werden. Das CEP290-Protein ist essentiell für die Bildung und Funktion der sensorisch aktiven Zilien auf Fotorezeptoren. Die CAP290-assoziierte retinale Degeneration führt dabei zuerst im peripheren Sichtfeld zu einer Fehlorganisation von Stäbchen und Zapfen mit einem Absterben der peripheren Stäbchenzellen, während die Zapfenzellen vor allem in der Fovea länger überleben.

## Klinisches Bild
Neben der drastischen Sehschärfenminderung mit entsprechenden Gesichtsfeldeinschränkungen – in der Regel bis zur vollständigen Erblindung – treten häufig ein Nystagmus mit Strabismus auf, herabgesetzte Blendungsempfindlichkeit und direkte Lichtreaktion der Pupille, sowie eine Hyperopie und später teils Linsentrübung, Keratokonus oder Keratoglobus. Der Netzhautbefund kann anfangs unauffällig sein, zeigt dann bei Fortschreiten der Erkrankung deutliche Schäden im Pigmentepithel mit Depigmentierungen und einem „pfeffer- und salzähnlichen“ Fundusbild, sowie eine Atrophie des Sehnerv (Optikusatrophie). Eine eindeutige Klärung über das Krankheitsbild und die Abgrenzung zu anderen angeborenen Sehnervenatrophien erbringt letztlich nur eine elektrophysiologische Untersuchung in Form einer Elektroretinographie (ERG), bei der bereits sehr früh keine Reizantworten mehr abzuleiten sind.

## Therapiemöglichkeiten
Nachdem die Lebersche kongenitale Amaurose lange Zeit als unheilbar galt, hat die Genforschung erste Erfolge hinsichtlich einer möglichen Behandlung erzielt, die mittels einer Klonierung und der Injektion eines bestimmten Adenovirus unter die Netzhaut den Austausch des defekten RPE65-Gens ermöglichen soll. Besonders von der Krankheit betroffenen Kindern soll hier langfristig das Sehen erhalten werden. Tierversuche zeigten insbesondere bei jungen Tieren bessere Ergebnisse als bei älteren.
Nach ersten vielversprechenden Resultaten haben neuere Forschungsergebnisse gleichwohl gezeigt, dass anfänglich positive Wirkungen bei einigen gentherapeutisch behandelten Patienten offenbar wieder nachgelassen haben. Die Studien hinterlassen insbesondere auch die Frage nach der Auswahl der für eine Behandlung in Frage kommenden Personen sowie nach der Dosierung. Dessen ungeachtet wurde im Jahr 2014 die Therapie von der US-Arzneibehörde FDA als ein potenzieller Durchbruch eingestuft, was den Beginn einer weiteren Phase III-Studie und damit die Weiterführung der Forschungsarbeiten ermöglichte. Erste Ergebnisse dieser Studie wurden bereits vorgelegt und haben zur Folge, dass die Herstellerfirma trotz offener Fragen und teils kritischen Beurteilungen bei der FDA eine Zulassung des Behandlungsverfahrens beantragen will.
Mitte 2017 berichteten S. Russell und Kollegen von einer erfolgreichen Gentherapie bei defektem Gen RPE65 mittels Adenovirus-basierter Gentherapie (Vektor: ein Adeno-assoziiertes Virus mit RPE65 mit Bezeichnung AAV2-hRPE65v2). In der Zwischenzeit ist für die Mutation im RPE65-Gen eine Gentherapie sowohl in der EU als auch in den USA zugelassen. Näheres siehe in Gentherapie der Leberschen kongenitalen Amaurose.
Auch für die häufigste Mutation im CEP290-Gen wurde 2024 eine Gentherapie vorgestellt, die in einer ersten offenen Phase-1-2-Studie bei zwölf Erwachsenen mit der c.2991+1655A>G (p.Cys998X)-Mutation gute Ergebnisse zeigte. Dabei wurde mittels CRISPR/Cas-Methode genchirurgisch („gen editing“) das kryptische Exon dieser Variante entfernt, wobei die genchirurgischen Enzyme („EDIT-101“) nach intraokulärer Injektion mittels Adeno-assoziiertem Virus (AAV) in die Photorezeptoren eingebracht wurden.

## Geschichtliche Aspekte
Theodor Leber beschrieb das Krankheitsbild erstmals 1869. Zwei Jahre später erkannte und veröffentlichte er deren gehäuftes Auftreten bei Blutsverwandten. 1957 konnte Carl Henry Alström erstmals für 10 % der Fälle von angeborener Blindheit in Schweden einen autosomal rezessiven Erbgang nachweisen. Daher auch die (ungebräuchliche) Bezeichnung Alström-Olson-Syndrom.